# Sclerolaena hostilis
Sclerolaena hostilis là loài thực vật có hoa thuộc họ Dền. Loài này được (Diels) Domin miêu tả khoa học đầu tiên năm 1921.